# Konstantín Mélnikov
Konstantín Stepànovitx Mélnikov (en rus Константин Степанович Мельников) (Moscou, 3 d'agost de 1890 - 28 de novembre de 1974) va ser un arquitecte i un pintor rus. La seva obra arquitectònica, malgrat la seva brevetat (un decenni, de 1923 a 1933), l'ha situat com una de les grans figures de la fi de l'avantguarda arquitectònica russa. Bé que associat als constructivistes, Mélnikov era un artista independent, sense lligam constrenyedor a cap moviment artístic. En la dècada del 1930, negant-se a avenir-se amb l'arquitectura estalinista ascendent, es va retirar de la pràctica i va treballar en tant que retratista i professor fins al final de la seva vida.

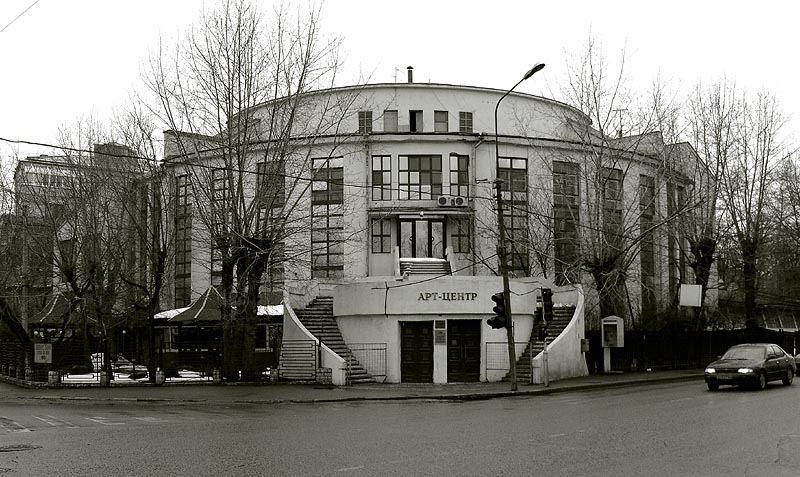
El Club Kautxuk de Konstantín Mélnikov

## Biografia

### Els seus inicis professionals
Durant la Primera Guerra Mundial i els cinc anys de la Revolució de 1917, Mélnikov va treballar de forma neoclàssica. Abans de la revolució havia treballat en un projecte de la fàbrica de camions AMO. Entre 1918 i 1920, va ser al despatx de planificació de la «Nova Moscou» dirigit per Ivan Joltovski i Aleksei Xtxúsev, on va dissenyar els sectors de Khodinka i Butirski de la ciutat. Però en aquesta època el sistema d'educació rus s'ensorrava i el 1920 es va constituir una nova escola d'Art, el VKHUTEMAS. La seva branca d'arquitectura es dividia en tres parts: un Taller Acadèmic (Ivan Joltovski), una reunió de tallers de tendència esquerrana (Nikolai Ladovski) i un taller bicèfal portat per Mélnikov i Ilià Gólosov dit Nova Acadèmia i Taller núm. 2. Mélnikov i Golosov van resistir alhora a l'academicisme i al camp de l'esquerra: quan el 1924 la direcció va reagrupar la Nova Acadèmia amb el Taller Acadèmic, Mélnikov va deixar el VKHUTEMAS. El 1923-24, Mélnikov es va associar temporalment amb l'ASNOVA i el grup artístic LEF, tanmateix no es va implicar en les polèmiques públiques i no va fer cap declaració pública. En particular es va distanciar clarament del moviment constructivista dirigit per Moissei Guínzburg i Aleksandr Vesnín.
El seu primer èxit en arquitectura va ser la seva participació, el 1922, en un concurs d'habitatges obrers. Sota el nom d'Àtom, el projecte de Mélnikov era un seguit d'elements disposats en dent de serra, cosa que esdevindria la seva marca de fàbrica. Sense equivalent amb els projectes revolucionaris, Àtom es basava en el concepte tradicional de les cases particulars i els edificis de pisos de les ciutats.
Les primeres realitzacions concretes de Mélnikov van ser d'edificis temporals, ràpidament desmuntats. El primer, un pavelló per a l'Exposició Agrícola i Artesanal de Tot Rússia del 1923, reuneix moltes característiques de la seva arquitectura:
- elements cúbics sostinguts en equilibri per columnes;
- les composicions a base de teulades amb pendent únic;
- grans obertures vidrades.[3]

Aquest últim punt era compartit amb els constructivistes. Les teulades inclinades, per contra, anaven en contra dels cànons constructivistes, però es corresponien amb el nivell tècnic constructiu de l'època a la Unió Soviètica, que era incapaç d'assegurar una perfecta estanquitat en una terrassa.

### Els garatges de Mélnikov

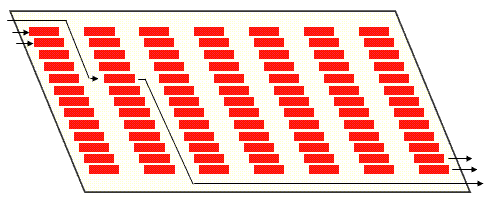
Esquema de funcionament del garatge de Bakhmètievski

El 1925 Mélnikov va dissenyar i construir el pavelló soviètic de l'Exposició de les Arts Decoratives de París. El pavelló, de fusta, tenia un seguit de teulades de pendent únic de diferents mides. Va ser acollit com una de les realitzacions més innovadores de l'Exposició. A diferència dels altres pavellons de París, es va acabar en menys d'un mes, sense necessitar més de deu obrers.
A París, on va viatjar per supervisar el final dels treballs del seu pavelló, va tenir l'oportunitat de trobar algunes de les figures occidentals de l'arquitectura d'avantguarda. Hi va conèixer Le Corbusier, que el va portar amb cotxe a fer el tomb per cadascuna de les seves obres. Va fer amistat amb Robert Mallet-Stevens i va rebre un encàrrec de la prefectura de París per a la realització d'un projecte de garatge per a 1.000 cotxes. Mélnikov en va realitzar una primera versió vora el Sena, i després un segon projecte constituït per un prisma regular de 50 metres de costat. Però finalment cap dels dos projectes no va despertar interès en les autoritats municipals. Tanmateix, la segona versió d'aquest projecte, segons l'anàlisi d'Andrés Jaque, ha tingut molta influència sobre arquitectes contemporanis com Rem Koolhaas, sobretot pel que fa al seu projecte de la Biblioteca Nacional de França o la terminal de les duanes de Yokohama. Mélnikov hi va trobar un model pràctic per col·locar els cotxes en un garatge –una vegada més, disposats en dents de serra– on els automòbils podien aparcar o anar-se'n sense fer marxa enrere.
Havent tornat a Moscou, Mélnikov es va fixar en un terreny a Zamoskvorètxie on hi aparcaven els autobusos de manera desordenada i va proposar immediatament la seva idea a la ciutat. El resultat, el garatge d'autobusos de Bakhmètievski, podia acollir 104 vehicles sobre un terreny de 8.500 m², en forma de paral·lelogram, cobert per una teulada concebuda per Vladímir Xúkhov.

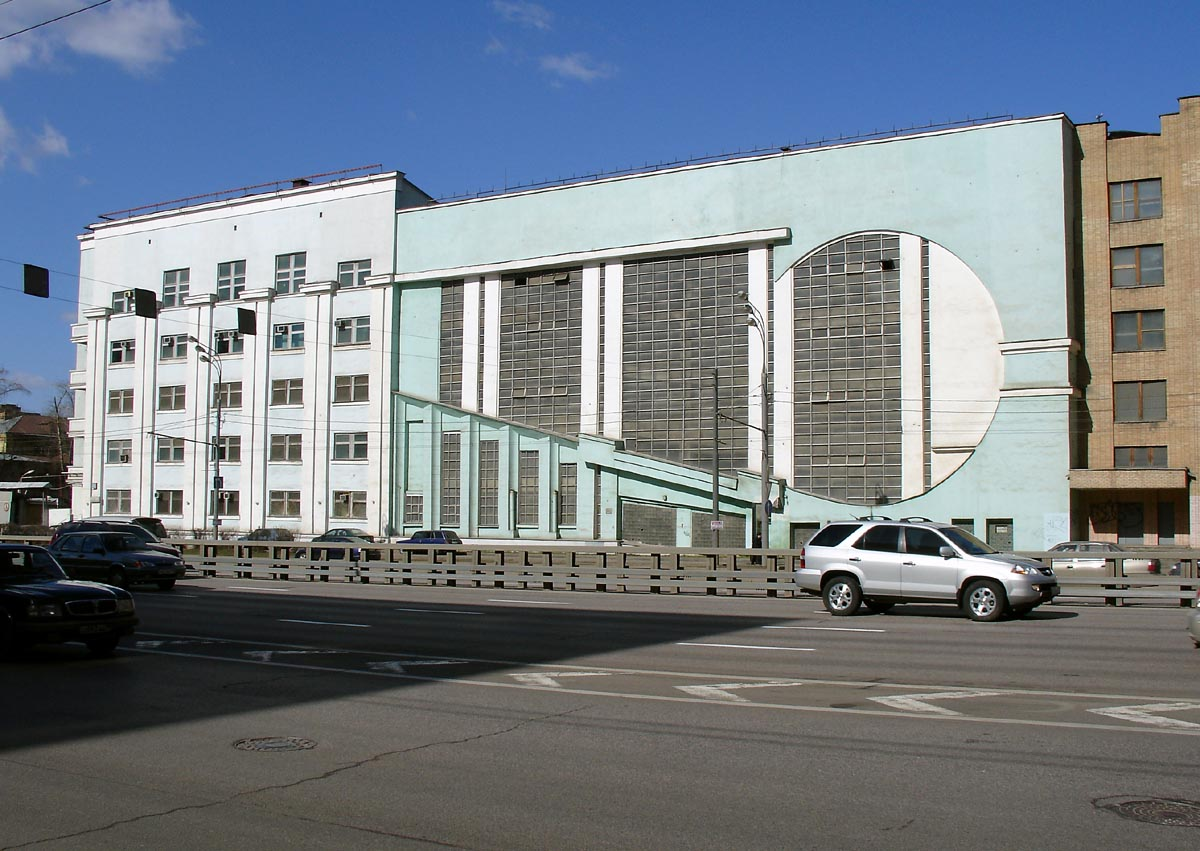
Garatge Inturist, del qual actualment només en resta la façana

Per a Mélnikov, aquest projecte representa el «començament de la seva època daurada». El garatge de Bakhmètievski, de vegades considerat erròniament el projecte estrella del constructivisme, presentava un estil poc significatiu, amb els seus maons vermells vagament industrials. Per contra, els garatges que farà a continuació (que s'han deteriorat fortament amb el pas del temps) anunciaran un estil clarament avantguardista:
- 1926-1929: Garatge per a camions en forma de ferradura al carrer Novoriazànskaia (juntament amb Vladímir Xúkhov).
- 1933-1936: Garatge per a cotxes Inturist, al carrer Suixtxovski Val (amb Andrei Kúrotxkin).
- 1934-1936: Garatge per a cotxes Gosplan, al carrer Aviamotórnaia.[8]

### Els «clubs» de Mélnikov

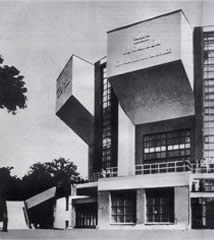
El Club Rusakov, 1927

Aquest «període daurat» de 1927 va continuar amb una sèrie d'encàrrecs del Sindicat per construir «clubs» (en rus клубы) o ateneus obrers. Segons relata ell mateix: «a partir de 1927 va créixer la meva influència i vaig obtenir el monopoli […] és així com l'amor t'avicia si t'estima realment».
La construcció al llarg de la Unió Soviètica de nous ateneus obrers (amb la funció de centre comunitari, educatiu i de propaganda) va començar el 1926 i va atènyer el seu clímax el 1927, quan els sindicats van encomanar 30 d'aquests clubs a la regió de Moscou (dels quals 10 a la mateixa ciutat). Mélnikov va rebre cinc d'aquests deu encàrrecs moscovites, mentre que el seu sisè club es troba a Likinó-Duliovo. L'absència de concurs públic per a aquests projectes va afavorir Mélnikov, que tenia el suport dels sindicalistes entusiastes que encarregaven les obres, els quals no paraven atenció a la complexitat dels projectes o a la seva afiliació política o artística. Va tenir la sort de poder construir gairebé exactament allò que havia projectat, amb només algunes petites modificacions demanades pel client (sobretot la supressió de les piscines).
Els sis «clubs dels treballadors» fets en aquest període són tots diferents els uns dels altres, tant per la forma i mida com pel seu funcionament. Els que feien l'encàrrec no eren del tot competents per establir el programa de cadascun, per tant Mélnikov els va dissenyar tots amb una relació diferent entre els salons principals i els altres espais. Aquests clubs, segons Mélnikov, no eren només espais teatrals sinó un sistema flexible de diversos ambients que podien ser reunits en un sol gran espai en cas que fos necessari. Els seus salons principals més extensos es podien dividir dividits en tres o dos espais independents, com és el cas dels ateneus Rusakov i Svoboda, respectivament.
Una particularitat d'aquests clubs, com és l'ús audaç d'escales exteriors, és de fet la conseqüència del codi urbanístic dels anys 1920, que obligava a tenir caixes d'escala interiors molt voluminoses per facilitar l'evacuació. En un esforç de salvaguarda dels espais interiors, Mélnikov va connectar els salons principals a les galeries exteriors que s'escapaven de la reglamentació del codi.

### La vil·la Arbat

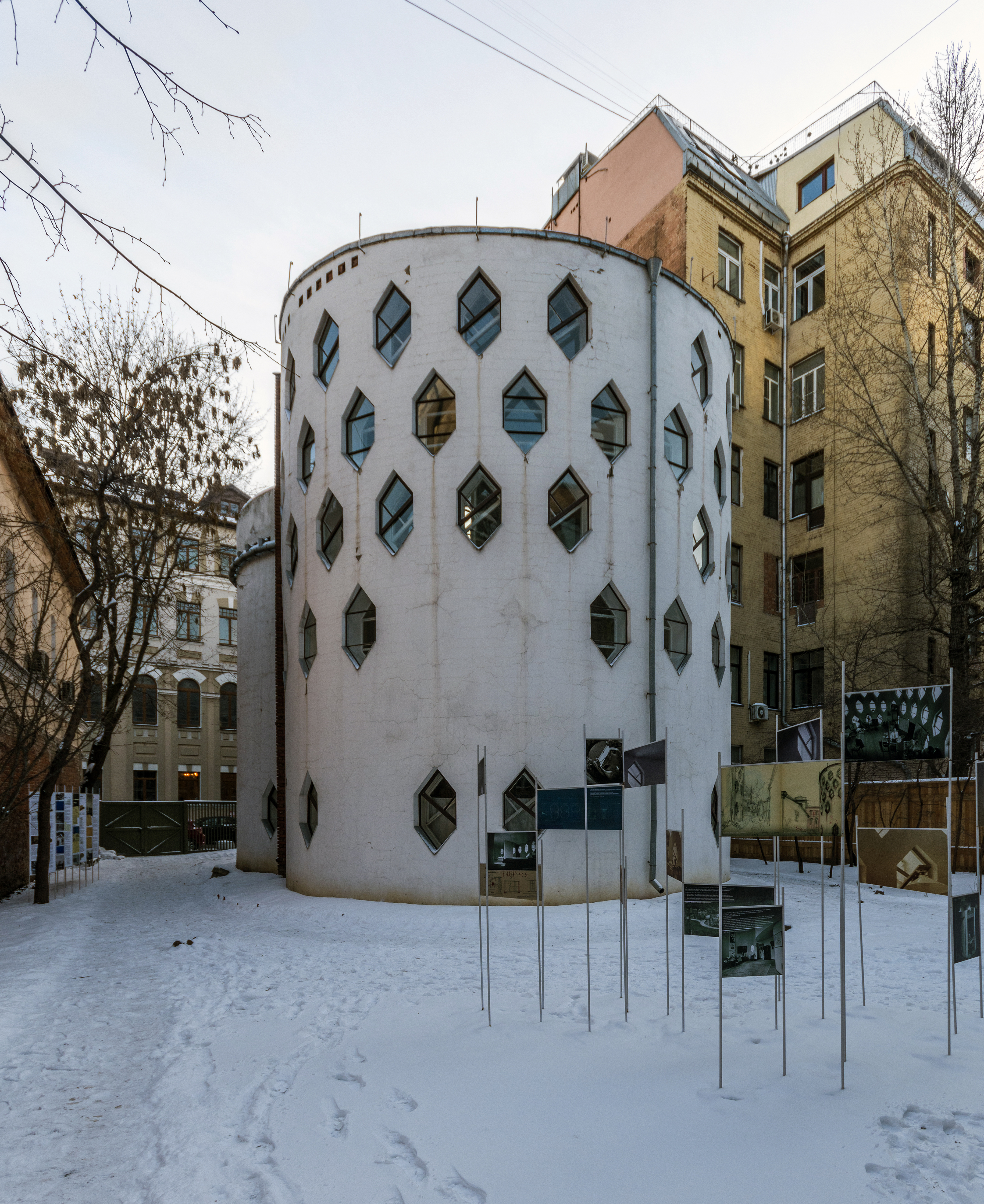
Part posterior de la casa de Mélnikov

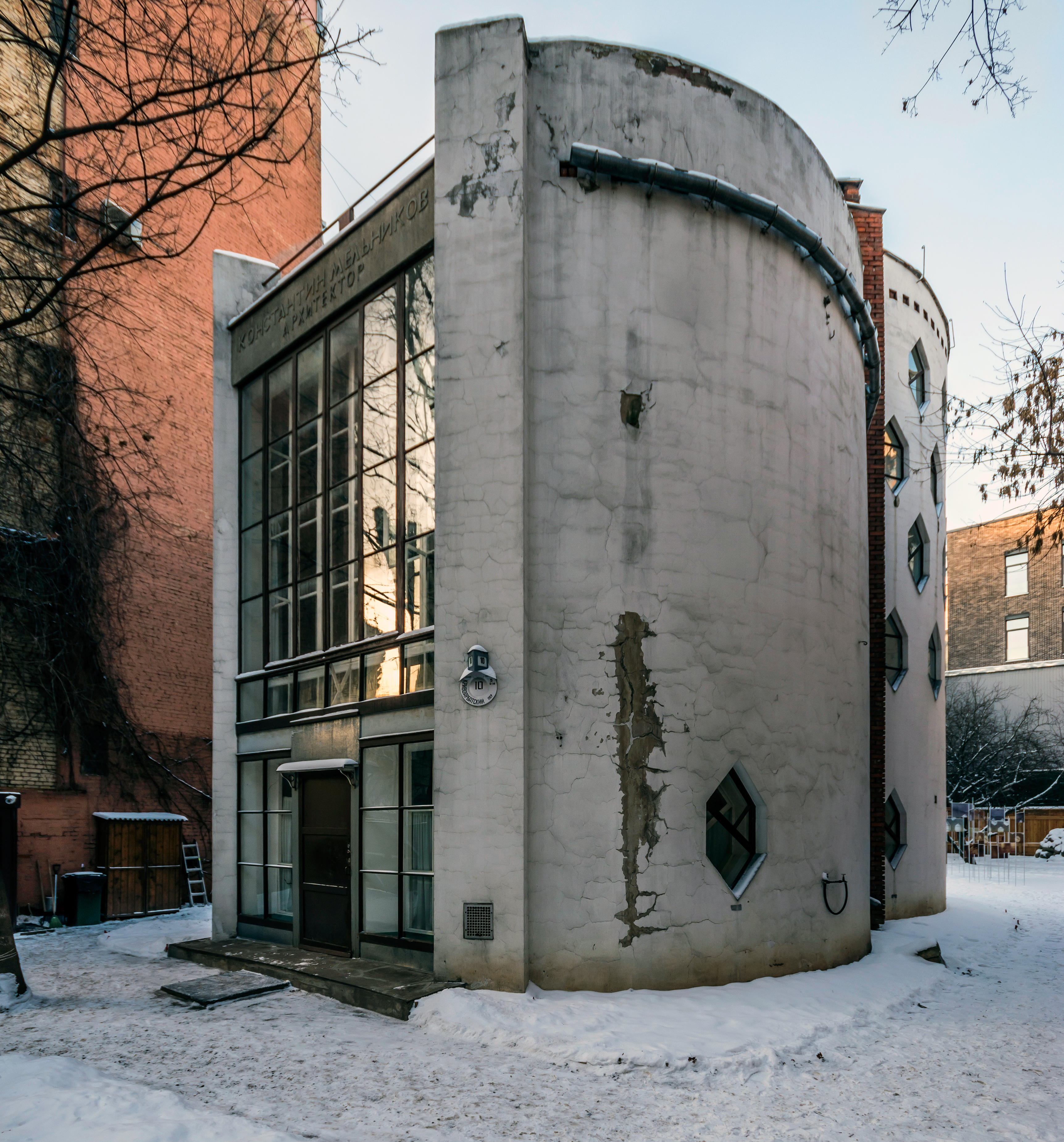
La casa de Mélnikov, vista des del carrer Krivoarbatski

L'edifici més emblemàtic de l'obra de Mélnikov és potser la seva pròpia casa, al carrer Krivoarbatski de Moscou, construïda entre 1927 i 1929, que es resumeix en dues torres cilíndriques encaixades en forma de vuit i esquitxades amb un motiu regular d'obertures hexagonals. L'afluència d'encàrrecs entre 1926 i 1927 li va permetre de finançar-se i construir-se la casa de tres pisos dels seus somnis. En aquesta època molts russos acomodats tenien ganes de fer-se bastir una casa a la ciutat; Mélnikov va ser un d'aquells que va aconseguir retenir el seu patrimoni després de la fi de la NEP. La seva demanda d'adquisició d'un terreny de 790 m² tenia poques oportunitats de ser acceptada pel comitè del districte, però, per a gran sorpresa de l'arquitecte, un comissari del poble hi va donar suport amb l'argument que «d'edificis públics en podem construir sempre i a tot arreu, però no veurem mai una casa original si rebutgem Mélnikov». La ciutat va aprovar el projecte de Mélnikov, que considerava un experiment.
Mélnikov va preferir treballar a casa seva: sempre havia desitjat una residència espaiosa on poder viure i, al mateix temps, tenir-hi el taller de pintura, disseny i arquitectura. Segons una expressió russa, va dissenyar la casa a partir de la llar; la llar de foc blanca que hi ha al saló data almenys dels seus esbossos de 1920. La planta baixa va evolucionar d'un quadrat a un cercle, i després a un oval, sense prestar gaire atenció als acabaments exteriors. Mélnikov va desenvolupar la seva idea dels cilindres adjacents entre 1925 i 1926 en el moment que preparava el projecte del club Zúiev (que va perdre a favor d'Ilià Gólosov). La planta en doble cercle va ser aprovada per la ciutat i es va revisar durant la construcció.
Les dues torres són, de dalt a baix, estructures de maó esquitxades de bresques hexagonals com les dels ruscos de les abelles. Seixanta de les més de dues-centes obertures són vidrades amb finestres de tres tipus diferents, les altres són obstruïdes amb una barreja d'argila i material d'enderroc. Aquesta concepció tan poc ortodoxa va ser causada directament pel racionament dels materials per part de l'Estat: Mélnikov es va trobar limitat a utilitzar el maó i la fusta, i encara en petites quantitats. Els terres de fusta no presenten columnes ni bigues: són constituïts per un reixat rectangular de taules planes que formen una mena de placa ortotròpica. L'habitació principal, un taller de 50 m² al tercer pis, és il·luminada per 38 finestres hexagonals; el saló, d'igual amplària, té un gran finestral sobre l'entrada principal.
El 1929 Mélnikov va proposar el mateix sistema de cilindres encaixats amb una estructura d'alvèols de bresca per a edificis d'habitatges que resultava econòmica, però que no es va arribar a realitzar mai.

### Fi de carrera
De 1933 a 1937, Mélnikov, nomenat dirigent de la comissió del setè pla del Mossovet, es va embrancar en projectes de planificació urbana del sector sud de Moscou (la plaça Arbat i el districte de Khamóvniki), cap dels quals no es va arribar a dur a terme. Això demostra que el seu talent era tingut en gran estima, però tot aquest aparat de racionalització teòrica de fet va allunyar Mélnikov de la pràctica arquitectònica diària.
La seva última aparició pública va ser quan, el 1936, va participar en el concurs per a la construcció del Palau Soviètic de l'Exposició Internacional de París; el seu projecte va perdre contra el de Borís Iofan. A partir de 1937, l'èxit de les tesis crítiques contra el formalisme va comportar una excomunió virtual de Mélnikov. No serà del tot oblidat, però: al contrari, el seu club Rusakov i la vil·la Arbat seran reproduïts en molts manuals soviètics com a exemples de formalisme.
Malgrat l'etiqueta que li van penjar d'«artista alienat», Mélnikov va conservar la seva vil·la Arbat i hi va viure amb la família fins a la seva mort. Va tornar a la pintura de retrats i va fer conferències en escoles d'enginyers. Mélnikov també va dissenyar encàrrecs privats d'importància menor, com ara residències d'estiu o botigues, alguns dels quals es van realitzar, però d'altres no.
Mélnikov es va presentar tanmateix a quatre concursos públics:
- 1954: El panteó i el monument als «300 anys de la unitat russo-ucraïniana»
- 1958: El Palau dels Soviets (el concurs de després de la Segona Guerra Mundial)
- 1962: El pavelló soviètic de l'Exposició Internacional de 1964 a Nova York
- 1967: Un cinema al carrer Arbat (al costat de la seva pròpia residència)

A la dècada del 1960 es va recuperar breument l'interès per l'arquitectura de Mélnikov. El seu 75è aniversari (el 1965) va ser celebrat oficialment per la Casa dels Arquitectes de Moscou; el 1967 i el 1972, va ser recompensat amb els títols honorífics de doctor en arquitectura i arquitecte meritori.
Mélnikov va morir als 84 anys i va ser inhumat al cementiri de la Presentació del barri moscovita de Lefórtovo. El seu fill, Víktor, també pintor, ha viscut i ha treballat a la vil·la Arbat. Es va haver de barallar fins a la seva mort per fer-ne un museu dedicat a l'obra del seu pare. La vil·la conté una part important de l'arxiu de Konstantín Mélnikov.

## Obres
Classificació cronològica per:

### Edificis construïts

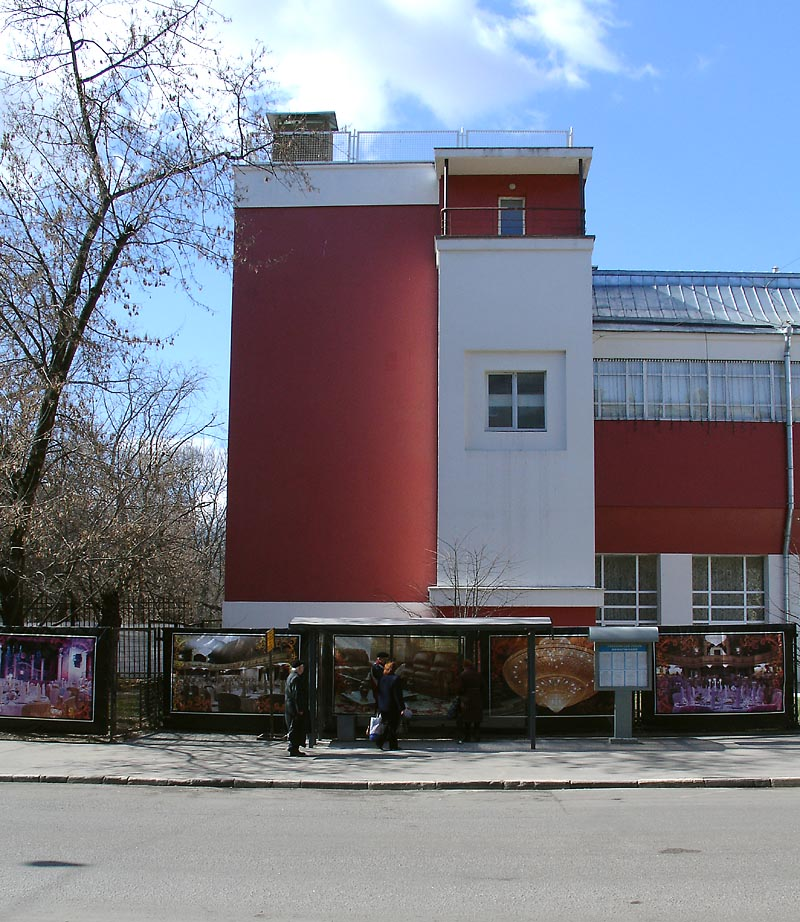
El club Svoboda, restaurat amb els colors originals escollits per Mélnikov

- 1915-1917: Oficines i habitatges de la fàbrica de camions AMO, a Moscou (enderrocat)
- 1923: Pavelló Makhorka per a l'Exposició Agrícola i Artesanal de Tot Rússia, a Moscou (desmuntat)
- 1924-1925: Nou mercat de Súkharev, a Moscou (enderrocat)
- 1925: Projecte guardonat per al pavelló soviètic de l'Exposició Internacional de les Arts Decoratives i Industrials Modernes, a París (desmuntat)
- 1926-1927: Garatge d'autobusos de Bakhmètievski, al carrer Obraztsova núm. 11 de Moscou
- 1927-1929: L'«època daurada» de Mélnikov
  - Club Kautxuk, al carrer Pliüixtxikha núm. 64 de Moscou
  - Club Burevèstnik, a Moscou
  - Club Svoboda, al carrer Viàtskaia núm. 41 de Moscou (conegut també com el Palau Gorki de la Cultura)
  - Club Rusakov, al carrer Strominka núm. 6 de Moscou
  - Club Frunze, al moll Berejkóvskaia núm. 28 de Moscou (amenaçat de demolició)
  - Club de la fàbrica de porcellana, a Likinó-Duliovo (de vegades anomenat simplement Duliovo)
  - Residència personal de Mélnikov, al carrer Krivoarbatski de Moscou
  - Garatge del carrer Novoriazànskaia (en forma de ferradura), al carrer Novoriazànskaia núm. 27 de Moscou
- 1930-1931: Reconstrucció del Teatre de Cambra de Moscou (més endavant Teatre Puixkin), al bulevard Tverskoi
- 1934-1936: Garatge Inturist, al carrer Aviamotórnaia de Moscou
- 1934-1936: Garatge Gosplan, al carrer Suixtxovski Val núm. 33 de Moscou
- 1937-1938: Reordenació del bulevard Novinski de Moscou
- 1945-1947: Carta de colors de l'exterior dels escorxadors Mikoian, a Moscou (enderrocats)

### Selecció de projectes de concurs
- 1918-1920: Esbossos d'habitatges per a obrers, d'habitatges per al personal de l'hospital Aleksèievskaia i de la Casa del Poble, a Moscou (sense relació amb els seus esbossos de 1922)
- 1921-1923: Concurs d'habitatges per a obrers i del Palau del Treball, a Moscou (mai construït)
- 1921-1923: Projectes urbans dels districtes de Butirski i Khodinka en el marc de la planificació urbana de la Nova Moscou (mai acabat)
- 1924: Projecte del sarcòfag de Lenin (fou guardonat Aleksei Xtxúsev, autor del primer mausoleu temporal)
- 1924-1925: Concurs per a les oficines moscovites del diari Pravda de Leningrad[19] (guanyat pels germans Vesnín, mai construïdes)
- 1925: Projecte d'un garatge damunt un pont sobre el Sena, a París
- 1927: Concurs per al club Zújev de Moscou (guanyat per Ilià Gólosov)
- 1929: Concurs del monument a Cristòfor Colom de Santo Domingo[20] (mai construït)
- 1932-1933: Concurs del Palau dels Soviets (guanyat per Borís Iofan i Vladímir Xtxukó, mai no construït)
- 1934: Concurs de l'edifici del Narkomtiajprom (NKTP), a la plaça Roja de Moscou (mai construït)
- 1934-1936: Esbossos per a Lujniki, per a l'edifici del moll Kotèlnitxeskaia i altres monuments previstos a Moscou
- 1936: Concurs del pavelló de l'URSS per a l'Exposició de París (guanyat per Borís Iofan, construït i després desmuntat)
- 1954-1955: Concurs del Panteó i del Monument dels 300 anys de la unitat russo-ucraïniana (mai construït)
- 1958-1959: Concurs del Palau dels Soviets (concurs organitzat després de la guerra, mai construït)
- 1962: Pavelló Soviètic de l'Exposició Universal de Nova York
- 1967: Concurs per a un cinema al carrer Arbat (mai construït)

## Galeria d'imatges

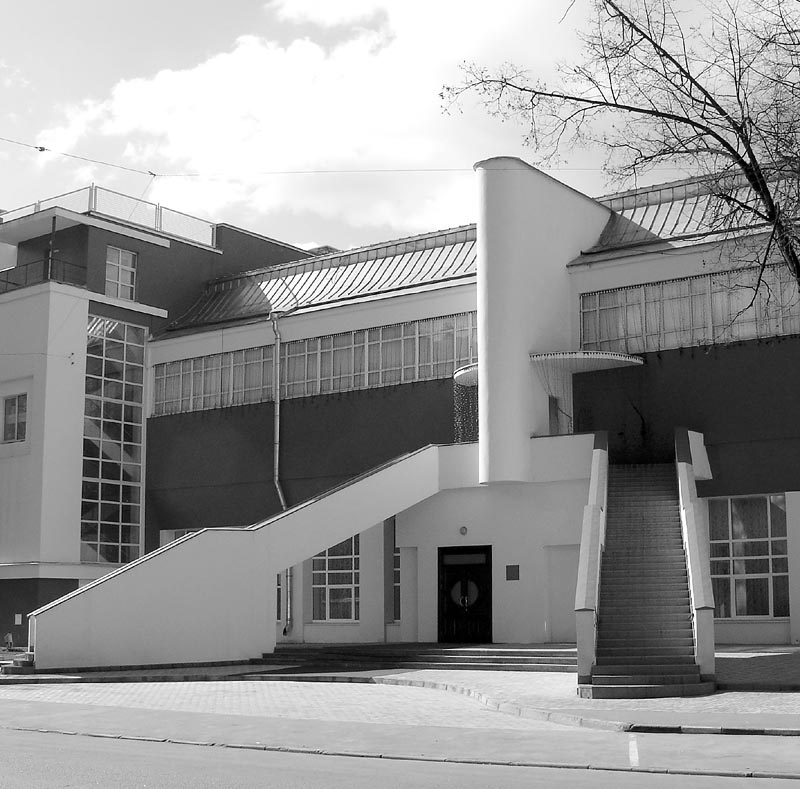
Club Svoboda
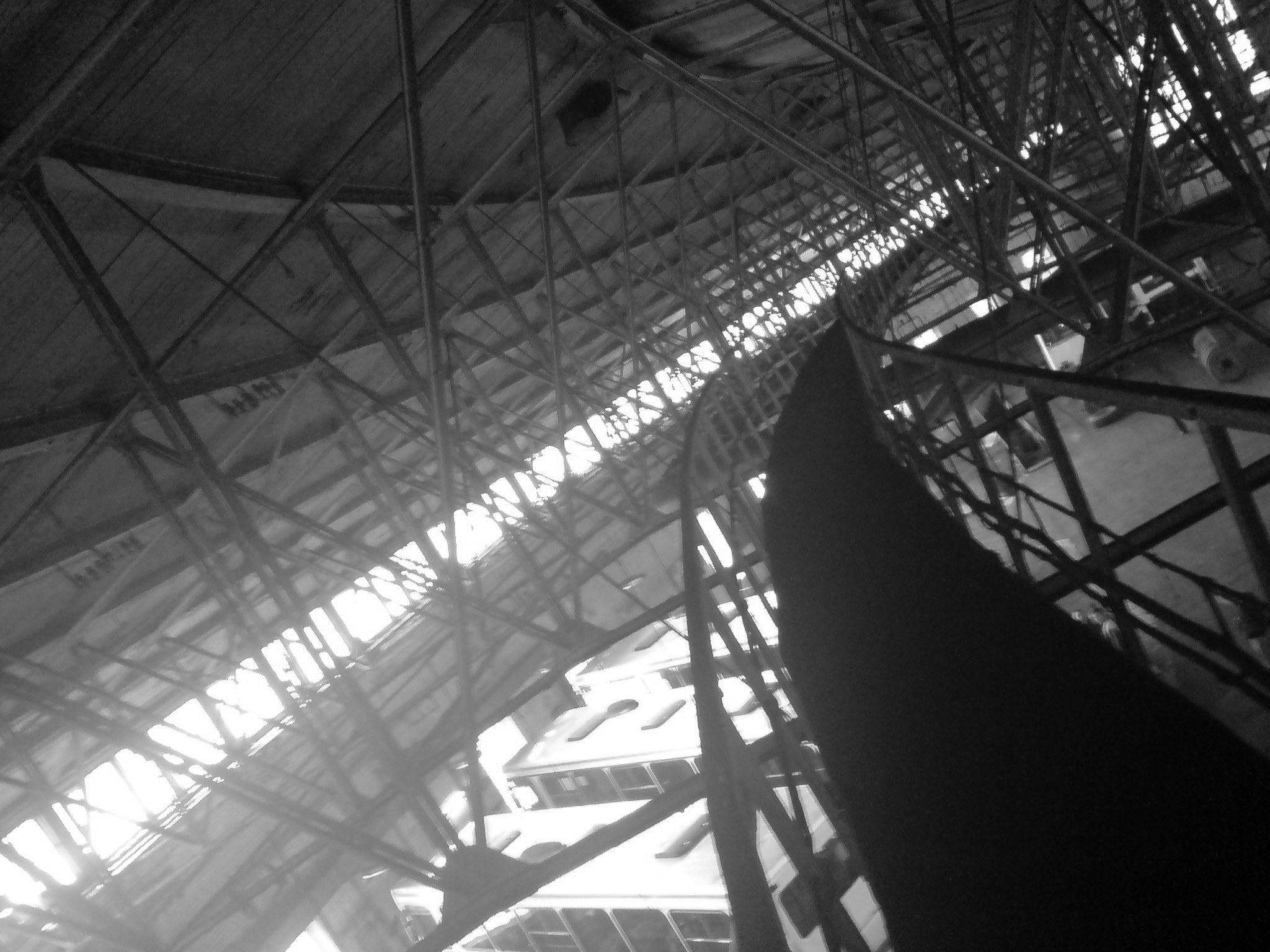
Garatge del carrer Novoriazànskaia
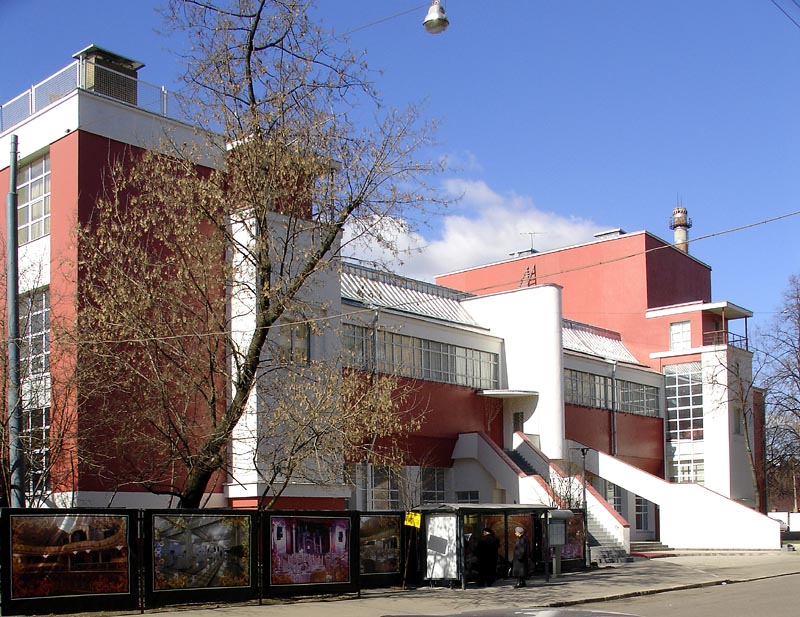
Club Svoboda (2007)
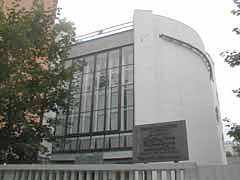
La seva vil·la, entrada principal i finestral del saló